# OFK Teplička nad Váhom
OFK Teplička nad Váhom (celým názvem: Obecný futbalový klub Teplička nad Váhom) je slovenský fotbalový klub, který sídlí v obci Teplička nad Váhom. Založen byl v roce 1928. Od sezóny 2016/17 působí ve třetí fotbalové lize, sk. Střed.
Své domácí zápasy odehrává na stadionu OFK Teplička nad Váhom s kapacitou 1 000 diváků.

## Historické názvy
Zdroj: 
- 1928 – založení
- TJ Teplička nad Váhom (Telovýchovná jednota Teplička nad Váhom)
- 1. FC Teplička nad Váhom – Dolná Tižina (Prvý futbalový club Teplička nad Váhom – Dolná Tižina)
- 2014 – OFK Teplička nad Váhom (Obecný futbalový klub Teplička nad Váhom)

## Umístění v jednotlivých sezonách
Stručný přehled
Zdroj: 
- 2012–2014: 4. liga SsFZ
- 2014–2015: 3. liga – sk. Střed
- 2015–2016: 2. liga – sk. Východ
- 2016–: 3. liga – sk. Střed

Jednotlivé ročníky
Zdroj: 
Legenda: Z – zápasy, V – výhry, R – remízy, P – porážky, VG – vstřelené góly, OG – obdržené góly, +/− – rozdíl skóre, B – body, červené podbarvení – sestup, zelené podbarvení – postup, fialové podbarvení – reorganizace, změna skupiny či soutěže
| Slovensko (2012–) |                           |        |    |    |   |    |    |    |     |    |        |
| Sezóny            | Liga                      | Úroveň | Z  | V  | R | P  | VG | OG | +/− | B  | Pozice |
| 2012/13           | 4. liga SsFZ              | 4      | 30 | 14 | 9 | 7  | 47 | 38 | +9  | 51 | 4.     |
| 2013/14           | 4. liga SsFZ              | 4      | 30 | 15 | 4 | 11 | 57 | 36 | +21 | 49 | 4.     |
| 2014/15           | 3. liga – sk. Střed       | 3      | 28 | 22 | 5 | 1  | 66 | 17 | +49 | 71 | 1.     |
| 2015/16           | DOXXbet liga – sk. Východ | 2      | 20 | 3  | 4 | 13 | 14 | 38 | −24 | 13 | 10.    |
| 2015/16           | O udržení – sk. Východ    | 2      | 28 | 7  | 5 | 16 | 27 | 50 | −23 | 26 | 9.     |
| 2016/17           | 3. liga – sk. Střed       | 3      | 28 | 11 | 4 | 13 | 48 | 47 | +1  | 37 | 8.     |
| 2017/18           | 3. liga – sk. Střed       | 3      | 30 |    |   |    |    |    |     |    |        |